# یوخاری قره گووندلی
یوخاری قره گووندلی (به ترکی آذربایجانی: Yuxarı Qaragüvəndli) یک منطقه مسکونی در جمهوری آذربایجان است که در شهرستان ایمیشلی واقع شده است.